# Hexatoma hilpa
Hexatoma hilpa är en tvåvingeart som först beskrevs av Walker 1848.  Hexatoma hilpa ingår i släktet Hexatoma och familjen småharkrankar. Inga underarter finns listade i Catalogue of Life.